# Доуэлл, Антони

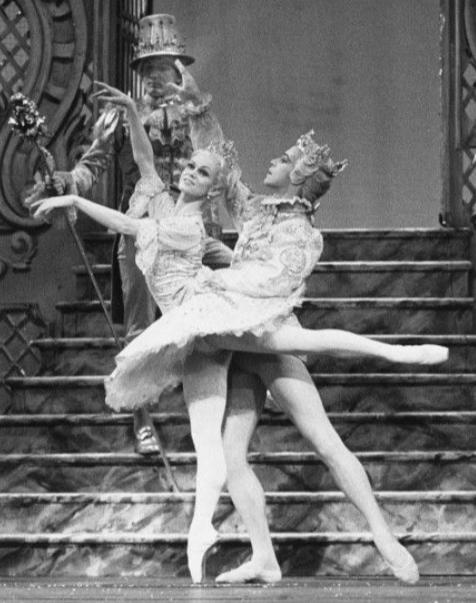
Антони Доуэлл и Лэсли Кольер нас сцене балета

Сэр А́нтони До́уэлл (англ. Anthony Dowell, ['dɑwɛl]; род. 16 февраля 1943 года в Лондоне) — английский артист балета и хореограф.
Антони Доуэлл получил образование в Школе Хэмпшира и Королевской балетной школе. В 1961 году он стал членом Королевского балета. Два года спустя он был выбран Фредериком Аштоном, тогдашним главой Королевского балета, на роль Оберона в постановке «Сон». Это было первое сотрудничество с Антуанеттой Сибли, которая танцевала Титанию. Они были одной из самых выдающихся пар в истории балета.
Доуэлл быстро стал известен широкой аудитории благодаря сочетанию отличной техники и выражения. Среди прочего он танцевал Альбрехта в «Жизели» и принца Зигфрида в «Лебедином озере».
В 1966 году он был назван «Главным танцором» Королевского балета и считается одним из самых выдающихся танцоров 20-го века.
В 1972 году он был удостоен звания «Командор ордена Британской империи» (CBE). Он был самым молодым танцором, когда-либо получавшим это высокое звание.
В 1977 году в фильме Кена Расселла «Валентино» снялся в роли Вацлава Нижинского.
В 1995 году он носит титул сэр Антони.
С 1986 по 2000 год он был руководителем Королевского балета.